# Virgilijus Alekna
Virgilijus Alekna (Terpeikiai, 13. veljače 1972.) je litavski atletski predstavnik u bacanju diska i političar. Njegov sin je bacač diska Mykolas Alekna.
Dvostruki je i olimpijski pobjednik i svjetski prvak. Najveći uspjesi u karijeri su mu osvajanje odličja na svjetskim prvenstvima i Olimpijskim igrama 2000., 2004. i 2008., uključujući dva zlata. Nakon povlačenja iz atletike, Alekna je 2016. izabran u nacionalni parlament, Seimas.

## Atletska karijera
Alekna je osvojio dvije zlatne medalje na Ljetnim olimpijskim igrama u bacanju diska, prva je bila 2000. godine, a druga 2004. godine. Također je osvojio brončanu medalju na Ljetnim olimpijskim igrama u Pekingu 2008. godine. 2007. godine imenovan je UNESCO-ovim sportskim prvakom. Njegov osobni rekord je 73,88 metara, od čega je bolji samo svjetski rekord (74,08 m).
Alekna je od strane atletskih novina Track and Field dobio nagradu za sportaša godine za 2000. godinu. Također je od vlade Litve odlikovan Redom litvanskog velikog kneza Gedimina. Četiri puta je postao litvanski sportaš godine (2000., 2004., 2005. i 2006.). Od 1995. Alekna je bio i tjelohranitelj litvanskog premijera.
Zanimljivo u njegovoj karijeri jest da je na Olimpijskim igrama u Ateni 2004. osvojio srebrnu medalju, ali mu je nakon otkrivanja nedopuštenih sredstava u urinu pobjednika Róberta Fazekasa iz Mađarske dodijeljena zlatna medalja.

## Statistika
| Nastup na velikim natjecanjima | Nastup na velikim natjecanjima | Nastup na velikim natjecanjima | Nastup na velikim natjecanjima |
| Godina                         | Natjecanje                     | Mjesto                         | Rezultat [m]                   |
| ------------------------------ | ------------------------------ | ------------------------------ | ------------------------------ |
| 1994.                          | Europsko prvenstvo             | 17                             | 56,38                          |
| 1995.                          | Svjetsko prvenstvo             | 19                             | 59,20                          |
| 1996.                          | Ljetne olimpijske igre         | 5                              | 65,30                          |
| 1997.                          | Svjetsko prvenstvo             | 2                              | 66,70                          |
| 1998.                          | Europsko prvenstvo             | 3                              | 66,46                          |
| 1999.                          | Svjetsko prvenstvo             | 4                              | 67,53                          |
| 2000.                          | Litvansko atletsko prvenstvo   | 1                              | 73,88 ( NR )                   |
| 2000.                          | Ljetne olimpijske igre         | 1                              | 69,30                          |
| 2001.                          | Svjetsko prvenstvo             | 2                              | 69,40                          |
| 2002.                          | Europsko prvenstvo             | 2                              | 66,62                          |
| 2003.                          | Svjetsko prvenstvo             | 1                              | 69,69                          |
| 2003.                          | Svjetsko atletsko finale       | 1                              | 68,30                          |
| 2004.                          | Ljetne olimpijske igre         | 1                              | 69,89                          |
| 2004.                          | Svjetsko atletsko finale       | 4                              | 63,64                          |
| 2005.                          | Svjetsko prvenstvo             | 1                              | 70,17                          |
| 2005.                          | Svjetsko atletsko finale       | 1                              | 67,64                          |
| 2006.                          | Europsko prvenstvo             | 1                              | 68,67                          |
| 2006.                          | Svjetsko atletsko finale       | 1                              | 68,63                          |
| 2007.                          | Svjetsko prvenstvo             | 4                              | 65,24                          |
| 2007.                          | Svjetsko atletsko finale       | 2                              | 65,94                          |
| 2008.                          | Ljetne olimpijske igre         | 3                              | 67,79                          |
| 2008.                          | Svjetsko atletsko finale       | 8                              | 61.03                          |
| 2009.                          | Svjetsko prvenstvo             | 4                              | 66,36                          |
| 2009.                          | Svjetsko atletsko finale       | 1                              | 67,63                          |
| 2010.                          | Europsko prvenstvo             | 5                              | 64,64                          |
| 2011.                          | Svjetsko prvenstvo             | 6                              | 64.09                          |
| 2012.                          | Ljetne olimpijske igre         | 4                              | 67,38                          |
| 2013.                          | Svjetsko prvenstvo             | 16                             | 61,91                          |
| 2014.                          | Europsko prvenstvo             | 21                             | 59,35                          |

## Privatni život
Oženjen je bivšom skakačicom u dalj Kristinom Sablovskytė-Aleknienė i ima dva mlada sina po imenu Martynas Alekna i Mykolas Alekna, koji je postao svjetski i olimpijski rekorder u bacanju diska. Martynas se također bavi bacanjem diska i nastupio je zajedno s bratom u kvalifikacijama na OI 2024.
S visinom od 200 cm, Alekna ima neobično dugačak raspon ruku, čak 222 cm, što je prednost kod bacanja diska. Može istodobno dotaknuti prozore dviju suprotnih strana autobusa.
Tijekom Svjetskog prvenstva 2007. Virgilijus Alekna se natjecao s ozljedom koju je zadobio 20. kolovoza, samo 8 dana prije nego što se natjecao u kvalifikacijama za Svjetsko prvenstvo 28. kolovoza. Kao rezultat toga, pretrpio je poraz, koji je prekinuo svoj niz od 37 pobjeda zaredom u protekle dvije godine. Godine 2017. Alekna je nagrađen Europskom nagradom za životno djelo u atletici.

## Politička karijera
U svibnju 2016. Alekna je najavio da će sudjelovati na izborima za Seim sljedećeg listopada na izbornoj listi oporbenog Liberalnog pokreta, bez pridruživanja stranci. Izgubio je u drugom krugu izbora u izbornoj jedinici Naujamiestis, koja je davala samo 1 mandat, ali je izabran u Dvanaesti seim putem izborne liste stranke, gdje je bio drugi na listi.

## Vanjske poveznice
- Virgilijus Alekna na World Athletics
- ALEKNA biography rzutyiskoki.pl  Arhivirana inačica izvorne stranice od 11. ožujka 2012. (Wayback Machine)